# Johannes Holzmann
Johannes Holzmann (30 octobre 1882 - 28 avril 1914) est un écrivain libertaire allemand et activiste en faveur des droits des lesbiennes, gays, bisexuels et transgenres, généralement connu sous le pseudonyme de Senna Hoy.

## Biographie
En juin 1907, il participe à la conférence clandestine tenue par les groupes communistes libertaires de Pologne et de Lituanie. Dans les rafles qui suivent, 24 militants sont arrêtés dont, à Moscou, Senna Hoy. Après avoir été torturé, il est condamné à une peine de travaux forcés.
En 1911, il est transféré à la citadelle de Varsovie où il est enfermé dans la division réservé aux malades mentaux.
En 1913, la poétesse Else Lasker-Schüler, qui est amoureuse de lui, va à Moscou pour tenter d’obtenir sa libération. Quelques mois plus tard, Senna Hoy, atteint de tuberculose, meurt le 28 avril 1914 à la prison de Varsovie.

### Commentaire
L'écrivain anarcho-syndicaliste Ulrich Linse affirme à propos d'une « figure marquante de la scène berlinoise individualiste-anarchiste vers 1900 », le « précoce Johannes Holzmann » (connu sous le nom de Senna Hoy) : « en partisan de l'amour libre, [Hoy] célébrait l'homosexualité comme un « sommet de la culture » et s'engage dans une lutte contre le Paragraphe 175 » qui criminalise l'homosexualité masculine en Allemagne, de 1871 à 1994. Le jeune Senna Hoy publie, dès 1902, ses conceptions dans son hebdomadaire Der Kampf, qui est diffusé à 10 000 exemplaires l'année suivante.